# کومرنی
شهر کومرنی (به رومانیایی: Comarnic) در شهرستان پرهوا در کشور رومانی واقع شده‌است. جمعیت این شهر ۱۳٬۵۳۲ نفر  است.